# Аялар-кутан
Аялар-кутан — упразднённый населённый пункт (тип: кутан) на территории Карабудахкентского района Республики Дагестан Российской Федерации. Входил в Манаскентский сельсовет Махачкалинского района Дагестанской АССР. Ныне кутан Аяларх села Зеленоморск.

## Название
На карте РККА юга России 1941 года указан как Алаяр-Кут

## География
Находится на Ледокольной улице села Зеленоморск сельского поселения Зеленоморск Карабудахкентского района.

## История
Точная дата официального упразднения неизвестна.

## Инфраструктура
Личное подсобное хозяйство с зоной сельскохозяйственного использования, индивидуальная застройка усадебного типа.

## Транспорт
Кутан доступен автотранспортом.